# Luxuswohnung

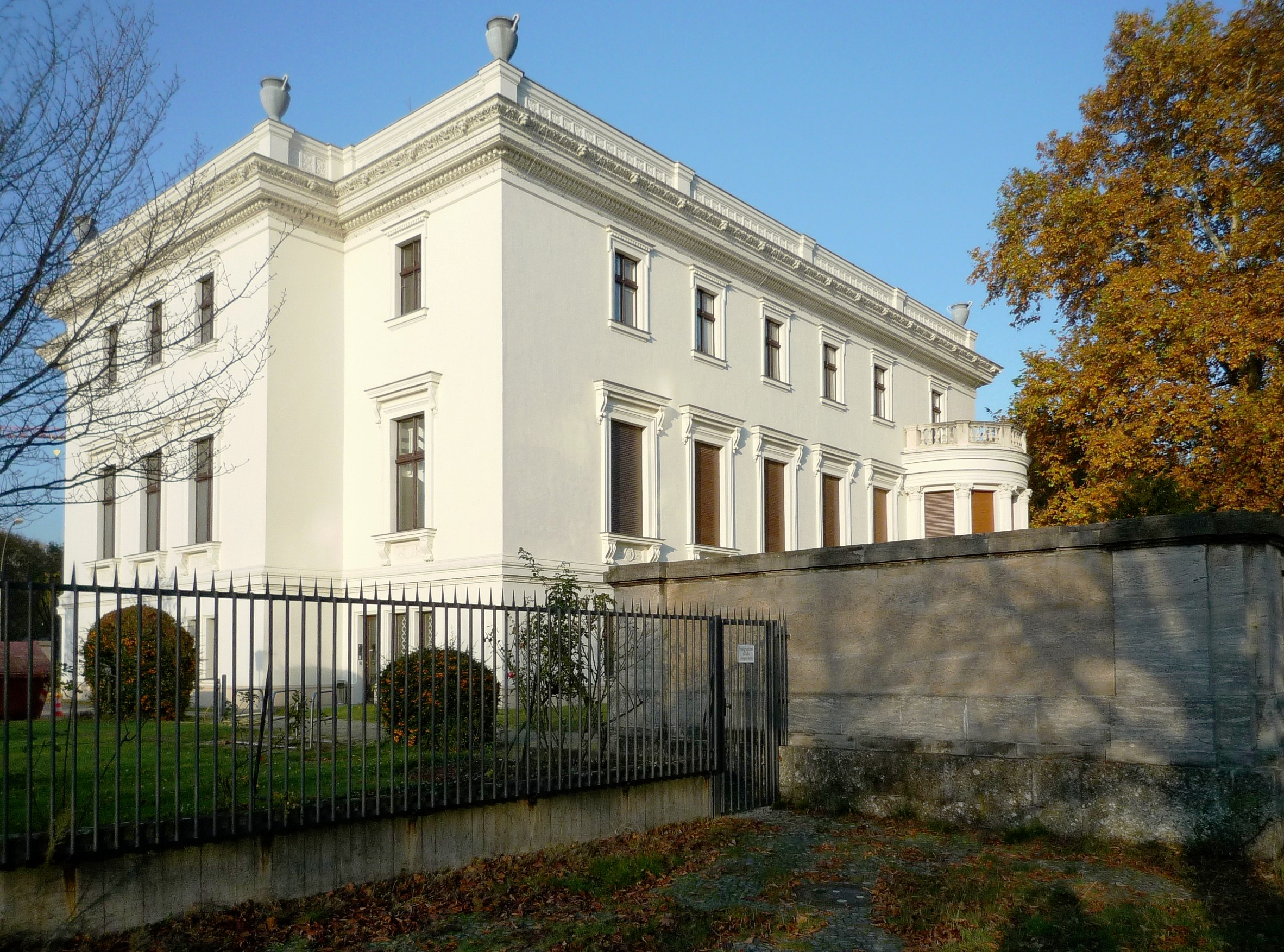
Die Villa von der Heydt in Berlin-Tiergarten

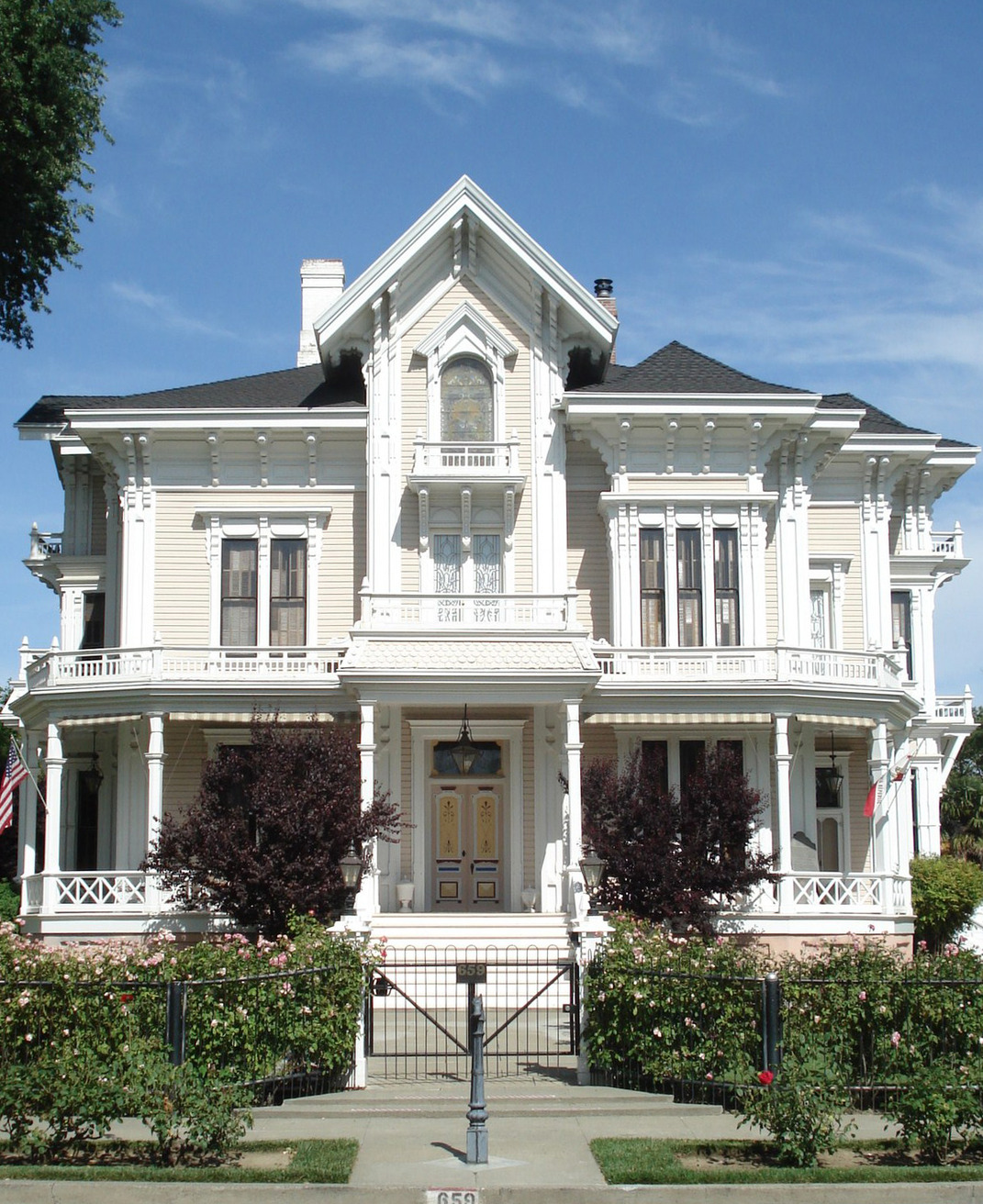
Die Gable Mansion aus 1885 in Woodland/Kalifornien

Luxuswohnung (oder Luxusimmobilie) ist eine zu den Luxusgütern gehörende Wohnung oder ein Wohngebäude, deren Wohnqualität deutlich über dem Standard und dem Preisniveau üblicher Wohnimmobilien liegt. Gegensatz ist die Sozialwohnung.

## Allgemeines
Eine Wohnimmobilie wird nicht alleine durch ihren hohen Kaufpreis zum Luxusobjekt, sondern erst durch weitere Faktoren. Um eine Luxuswohnung handelt es sich erst, wenn die Wohnung nach Umfang und Gestaltung sich wesentlich vom üblichen Standard unterscheidet und damit als Luxus eingestuft wird. Die Ausstattung muss deshalb einen den Standard überschreitenden Komfort bieten. Dazu gehören Garten, Klimaanlage, Loggia, Müllschlucker, Sauna, Schwimmbecken, Terrasse oder Whirlpool. Zu den Luxuswohnungen zählen meist Bungalow, Herrenhaus, Landhaus, Loftwohnung, Maisonette, Penthouse, Stadtpalais oder Villa. Sie heben sich in der Bauform, dem Baustil, der Formensprache, der Lage (Villenkolonie) und der Innenarchitektur deutlich von Standardimmobilien ab. Die besseren Wohnlagen, am Rande der Innenstadt, in der Nähe von Grünflächen, sind den teuren Luxuswohnungen und Apartments, den Villen und Eigentumswohnungen vorbehalten. Während das Premiumsegment sich durch einen hohen Preis und gute Qualität zeigt, soll Luxuswohnen dagegen von großer Seltenheit bis zur Einmaligkeit definiert werden.

## Rechtsfragen
Luxuswohnungen gibt es als Eigentumswohnung oder als Mietwohnung (meist möbliert oder auch unmöbliert), das gilt auch für Ein- oder Zweifamilienhäuser. Beim Grundstückskaufvertrag oder Mietvertrag gibt es zu den anderen Wohnungen keine inhaltlichen Unterschiede. 
Im Steuerrecht gilt eine Luxuswohnung als Liebhaberei und ist nach Bauweise, Lage und Innenausstattung nicht für einfache Privatpersonen geeignet. In Luxemburg müssen Luxuswohnungen dem Gesetz über den Wohnraummietvertrag vom 21. September 2006 entsprechen.
Viele US-Bundesstaaten erheben einen Steuerzuschlag für Häuser mit sehr hohem Wert oder haben eine progressive Grunderwerbsteuer, die manchmal als mansion tax („Villensteuer“) bezeichnet wird.

## Wirtschaftliche Aspekte
Auf dem Wohnungsmarkt bilden Luxuswohnungen ein Marktsegment mit Hochpreisstrategie der Anbieter. Geht es um Luxusgüter, spielen Immobilien beim Luxusbedürfnis der Reichen die wichtigste Rolle. In London, München, Frankfurt, Düsseldorf und Köln wächst das Geschäft mit teuren Luxuswohnungen. Sie bilden das Marktsegment für Einkommens- oder Vermögensmillionäre. Das liegt an ihrem sehr hohen Kaufpreis und an den hohen Unterhaltskosten, die im Rahmen der privaten Liquiditätsrechnung 30–40 % des Nettoeinkommens nicht überschreiten sollten. Die Unterhaltskosten von Luxuswohnungen sind deutlich höher als bei Standardwohnungen. So erfordert die große Wohnfläche meist Hauspersonal, die Nebenkosten sind bereits wegen der Energiekosten höher als bei Standardwohnungen.
Die Kaufpreise orientieren sich am Grenznutzen, die der wohlhabende Käufer gerade noch zu bezahlen bereit ist. Der Wert der Lage übersteigt überall dort den Ertragswert, wo durch eine marktkonforme Nutzungsänderung (beispielsweise Büros statt Wohnungen), durch eine höhere Ausnutzung (größere Wohnfläche) oder durch andere Wohnungstypen (Luxuswohnungen statt Standardwohnungen) eine höhere Mietrendite erzielt werden kann. Luxuswohnungen mit über dem Standard liegendem Komfort gehören innerhalb der Wohnlage stets zum Segment der Bestlage. 
Luxuswohnungen gehören zu den teuren Luxusgütern, also superioren Gütern, bei denen die Nachfrage mit steigendem Einkommen überproportional zunimmt. Die Preiselastizität ist sehr gering, so dass die – zahlungskräftigen – Nachfrager auf Preisänderungen nicht oder kaum reagieren. Für sie sind keine immanenten Sättigungsgrenzen erkennbar; sie kaufen auch konjunkturunabhängig in der Wirtschaftskrise.
Friedrich Engels vertrat 1847 die Auffassung, dass man die Wohnungsnot zum Teil durch Enteignung der Luxuswohnungen der herrschenden Klasse beseitigen könne.